# Trilemme de Lewis
Le trilemme de Lewis est un argument apologétique traditionnellement utilisé pour défendre la divinité de Jésus en postulant que les seules alternatives sont qu'il était : soit Dieu devenu homme, soit un menteur, soit un fou. Une version a été popularisée par le chercheur littéraire et écrivain de l'Université d'Oxford, C. S. Lewis dans une conférence radiophonique de la BBC et dans ses écrits. L'argument est parfois décrit comme le « Fou, Menteur ou Seigneur ». Cela prend la forme d’un trilemme – un choix entre trois options, dont chacune est, d’une manière ou d’une autre, objet de réflexions.
C'est un argument formulé à partir des paroles et des actions de Jésus dans le Nouveau Testament.

## Histoire
Cet argument a été utilisé sous diverses formes tout au long de l’histoire de l’Église. Il a été utilisé par le prédicateur américain Mark Hopkins dans son livre Lectures on the Evidences of Christianity (1846), issu de ses conférences de 1844. Une autre utilisation précoce de cette approche a été celle du prédicateur écossais « Rabbi » John Duncan (en) (1796-1870), vers 1859-1860 :
Soit Christ a trompé l'humanité par une fraude consciente, soit il s'est lui-même fait illusion et s'est lui-même trompé, soit il était divin. Il n’y a aucune issue à ce trilemme. C'est inexorable.
John Gresham Machen a utilisé une argumentation similaire dans le chapitre 5 de son célèbre ouvrage Christianisme et libéralisme (en) (1923). Dans ce passage, Machen dit :
Le vrai problème est que la noble affirmation de Jésus, si elle était injustifiée, entache moralement le caractère de Jésus. Que penser d’un être humain qui s’est éloigné du chemin de l’humilité et de la raison au point de croire que les destinées éternelles du monde étaient confiées entre ses mains ? La vérité est que si Jésus n’est qu’un exemple, il n’est pas un exemple digne car il prétend être bien plus.
D'autres qui ont utilisé cette approche comprenaient Norman Powell Williams (en), Reuben Archer Torrey (en) (1856-1928) et William Edward Biederwolf (en) (1867-1939). L'écrivain Chesterton a utilisé une formule similaire au trilemme dans son livre, L'Homme éternel (1925), que Lewis a cité en 1962 comme le deuxième livre qui l'a le plus influencé.

## La formulation de Lewis
C. S. Lewis était un spécialiste de littérature médiévale d'Oxford, un écrivain populaire, un apologiste chrétien et un ancien athée. Il a utilisé l'argument décrit ci-dessous dans une série de conférences radiophoniques de la BBC publiées plus tard sous le titre Les Fondements du christianisme.
J'essaie ici d'empêcher quiconque de dire la chose vraiment stupide que les gens disent souvent à son sujet : je suis prêt à accepter Jésus comme un grand professeur de morale, mais je n'accepte pas sa prétention d'être Dieu. C'est la seule chose qu'on ne doit pas dire. Un homme qui serait simplement un homme et qui dirait le genre de choses que Jésus a dit ne serait pas un grand professeur de morale. Soit il serait un fou – au même titre que celui qui se présente comme un œuf poché – soit il serait le Diable de l'Enfer. Vous devez faire votre choix. Soit cet homme était et est toujours le Fils de Dieu, soit il était fou, soit quelque chose de pire. Vous pouvez le faire taire pour un imbécile, vous pouvez lui cracher dessus et le tuer comme un démon ou vous pouvez tomber à ses pieds et l'appeler Seigneur et Dieu, mais ne lançons pas avec des absurdités condescendantes sur le fait qu'il est un grand professeur humain. Il ne nous a pas laissé cette possibilité. Il n'en avait pas l'intention… Maintenant, il me semble évident qu’il n’était ni un fou ni un démon, par conséquent, aussi étrange, terrifiant ou improbable que cela puisse paraître, je dois accepter l’idée qu’il était et qu'il est Dieu.
Lewis, qui avait longuement parlé du christianisme au personnel de la Royal Air Force, était conscient que de nombreuses personnes ordinaires ne croyaient pas que Jésus était Dieu, mais le considéraient plutôt comme « un « grand enseignant humain » divinisé par ses partisans » ; son argument vise à surmonter ce problème. Cela repose sur une hypothèse traditionnelle selon laquelle, dans ses paroles et ses actes, Jésus affirmait être Dieu. Par exemple, dans Les Fondements du christianisme, Lewis fait référence à ce qu'il dit être les affirmations de Jésus :
- avoir l'autorité de pardonner les péchés — se comporter comme s'il était réellement « la personne la plus offensée dans toutes les offenses »[12],
- avoir toujours existé,
- avoir l'intention de revenir juger le monde à la fin des temps[13].

Lewis laisse entendre que cela revient à prétendre être Dieu et soutient que cette prétention exclut logiquement la possibilité que Jésus ait été simplement « un grand professeur de morale », car il croit qu'aucun humain ordinaire faisant de telles affirmations ne pourrait être rationnellement ou moralement fiable. Ailleurs, il fait référence à cet argument comme « l'aut Deus aut malus homo » (« soit Dieu, soit un homme mauvais »), une référence à une version antérieure de l'argument utilisé par Henry Parry Liddon (en) dans ses Conférences de Bampton de 1866, dans lequel Liddon a plaidé en faveur de la divinité de Jésus sur la base d'un certain nombre de motifs, y compris les affirmations faites par Jésus.

### À Narnia
Une version de cet argument apparaît dans le livre de Lewis Le Lion, la Sorcière et l'Armoire magique. Lorsque Lucy et Edmund reviennent de Narnia (sa deuxième visite et sa première), Edmund dit à Peter et Susan qu'il jouait avec Lucy et faisait semblant d'être allés à Narnia. Peter et Susan croient Edmund et craignent que Lucy ne souffre d'une maladie mentale, alors ils recherchent le professeur chez lequel ils vivent. Après les avoir écoutés expliquer la situation et leur avoir posé quelques questions, il répond :

« "Logique !" dit le professeur à moitié pour lui-même. "Pourquoi n'enseigne-t-on pas la logique dans ces écoles ? Il n'y a que trois possibilités. Soit votre sœur ment, soit elle est folle, soit elle dit la vérité. Vous savez qu'elle ne ment pas et il est évident qu'elle n'est pas folle. Pour le moment, et à moins que d'autres preuves apparaissent, nous devons supposer qu'elle dit la vérité." »

## Influence

### Littérature chrétienne
Le trilemme a continué à être utilisé dans l'apologétique chrétienne depuis Lewis, notamment par des écrivains comme Josh McDowell (en). Peter Kreeft décrit le trilemme comme « l'argument le plus important de l'apologétique chrétienne » et il constitue une partie majeure du premier exposé du cours Alpha et du livre basé sur celui-ci, Questions of Life de Nicky Gumbel (en). Ronald Reagan a également utilisé cet argument en 1978, dans une réponse écrite à un pasteur méthodiste libéral qui déclarait qu'il ne croyait pas que Jésus était le fils de Dieu. Une variante a également été citée par Bono. La version de Lewis a été citée par Charles Colson comme base de sa conversion au christianisme. Stephen Davis, partisan de Lewis et de cet argument, soutient qu'il peut montrer que la croyance en l'Incarnation est rationnelle. Bruce Metzger a fait valoir qu'« il a souvent été souligné que l'affirmation de Jésus d'être le Fils unique de Dieu est soit vraie, soit fausse. Si elle est fausse, soit il savait que cette affirmation était fausse, soit il ne savait pas qu'elle était fausse. Dans le premier cas, il était un menteur ; dans ce dernier cas, il était fou. Aucune autre conclusion à part ces trois là n’est possible ».

### Littérature non-chrétienne
L'écrivain athée Christopher Hitchens accepte l'analyse des options de Lewis mais parvient à la conclusion opposée : que Jésus n'était pas bon. Il écrit : « Je dois dire que Lewis est plus honnête ici. En l’absence d’une ligne directe avec le Tout-Puissant et de la conviction que les derniers jours sont à nos portes, comment est-il « moral »… de revendiquer le monopole de l’accès au ciel, ou de menacer les hésitants d’un feu éternel, et encore moins de condamner les figuiers ? et persuader les démons d'infester les corps des porcs ? Une telle personne, si elle n’était pas divine, serait un sorcier et un fanatique ». Cette réflexion omet de voir le sens théologique des événements prophétiques de Jésus, enchâssé dans le récit.

## Critiques
Stephen Davis relève « l'absence presque totale de cet argument dans les discussions sur le statut de Jésus par les théologiens professionnels et les biblistes ».
La critique majeure faite à ce trilemme est de savoir si ce sont les disciples de Jésus qui ont divinisé Jésus, ou bien si Jésus lui-même a affirmé être Dieu incarné comme homme. Dans le premier cas, les Évangiles seraient des légendes, dans le second, le trilemme de Lewis serait valide donc vrai.

### Les prétentions de Jésus à la divinité
Une critique fréquente est que le trilemme de Lewis dépend de la véracité des récits scripturaires des déclarations et des miracles de Jésus. Le trilemme repose sur l'interprétation de la représentation de Jésus par les auteurs du Nouveau Testament (en) : une objection répandue est que les déclarations de Jésus enregistrées dans les Évangiles sont mal interprétées et ne constituent pas des prétentions à la divinité. Selon Bart Ehrman, il est historiquement inexact que Jésus se soit appelé Dieu, donc la prémisse de Lewis selon laquelle cette affirmation est problématique. Ehrman a déclaré que c'est une simple légende selon laquelle le Jésus historique s'est appelé Dieu ; cela était inconnu de Lewis puisqu’il n’avait jamais été un érudit professionnel de la Bible, .
Larry Hurtado soutient que les disciples de Jésus ont développé en très peu de temps un niveau extrêmement élevé de dévotion à l'égard de Jésus, et affirme en même temps qu'il n'y a aucune preuve que Jésus lui-même ait exigé ou reçu une telle vénération cultuelle. Selon Gerd Lüdemann, le large consensus parmi les spécialistes modernes du Nouveau Testament est que la proclamation de la divinité de Jésus était un développement au sein des premières communautés chrétiennes.

#### La réponse de Lewis à la possibilité que les Évangiles soient des légendes
Justin Taylor souligne que Lewis utilise sa propre expertise littéraire dans un essai de 1950, « Que devons-nous faire de Jésus ? » pour s'opposer à la possibilité que les Évangiles soient des légendes. Justin Taylor cite C. S. Lewis :
« En tant qu'historien de la littérature, je suis parfaitement convaincu que quels que soient les Évangiles, ils ne sont pas des légendes. J'ai lu beaucoup de légendes et je suis tout à fait clair qu'il ne s'agit pas du même genre de choses. Ils ne sont pas assez artistiques pour être des légendes. D'un point de vue imaginatif, ils sont maladroits, ils ne s'adaptent pas correctement aux choses. La majeure partie de la vie de Jésus nous est totalement inconnue, tout comme la vie de tous ceux qui ont vécu à cette époque, et aucune personne construisant une légende ne permettrait qu'il en soit ainsi. Hormis des fragments de dialogues platoniciens, je ne connais aucune conversation dans la littérature ancienne comme le Quatrième Évangile. Il n’y a rien, même dans la littérature moderne, jusqu’à la naissance du roman réaliste, il y a environ cent ans. »

## Voir également
- Argument christologique (en)
- Christologie
- Santé mentale de Jésus
- Prétendants juifs à la messianité
- Rejet de Jésus (en)